# Річмонд (Північний Йоркшир)
Річмонд — ринкове місто та цивільна парафія в Північний Йоркшир, Англія. Він розташований у місці, де Свейлдейл, верхня долина Річка Свейл, відкривається в Вейл-оф-Моубрей. Населення міста за переписом 2011 року становило 8 413 осіб. Місто розташоване за 13 миль (21 км) на північний захід від Норталлертон, адміністративного центру графства, та за 41 миля (66 км) на північний захід від Йорк.
У Книзі Судного дня 1086 року цей район був зібраний під Йоркшир, а місто знаходилося в Гіллінгському вапентейку. Після книги він став центром вапентейків у Честь Річмонда для Північний Райдінг Йоркшира. З 1974 по 2023 рік місто було адміністративним центром району Річмондшир неметрополітенського графства Північний Йоркшир. Річмонд розташований біля східного кордону Національний парк Йоркшир-Дейлс, для якого він став туристичним центром.

## Історія
Річмонд у Північному Йоркширі був честю Річмонда графів Річмонда (або комтів де Рішмон), гідність, яку також мав Герцог Бретані з 1136 по 1399 рік.

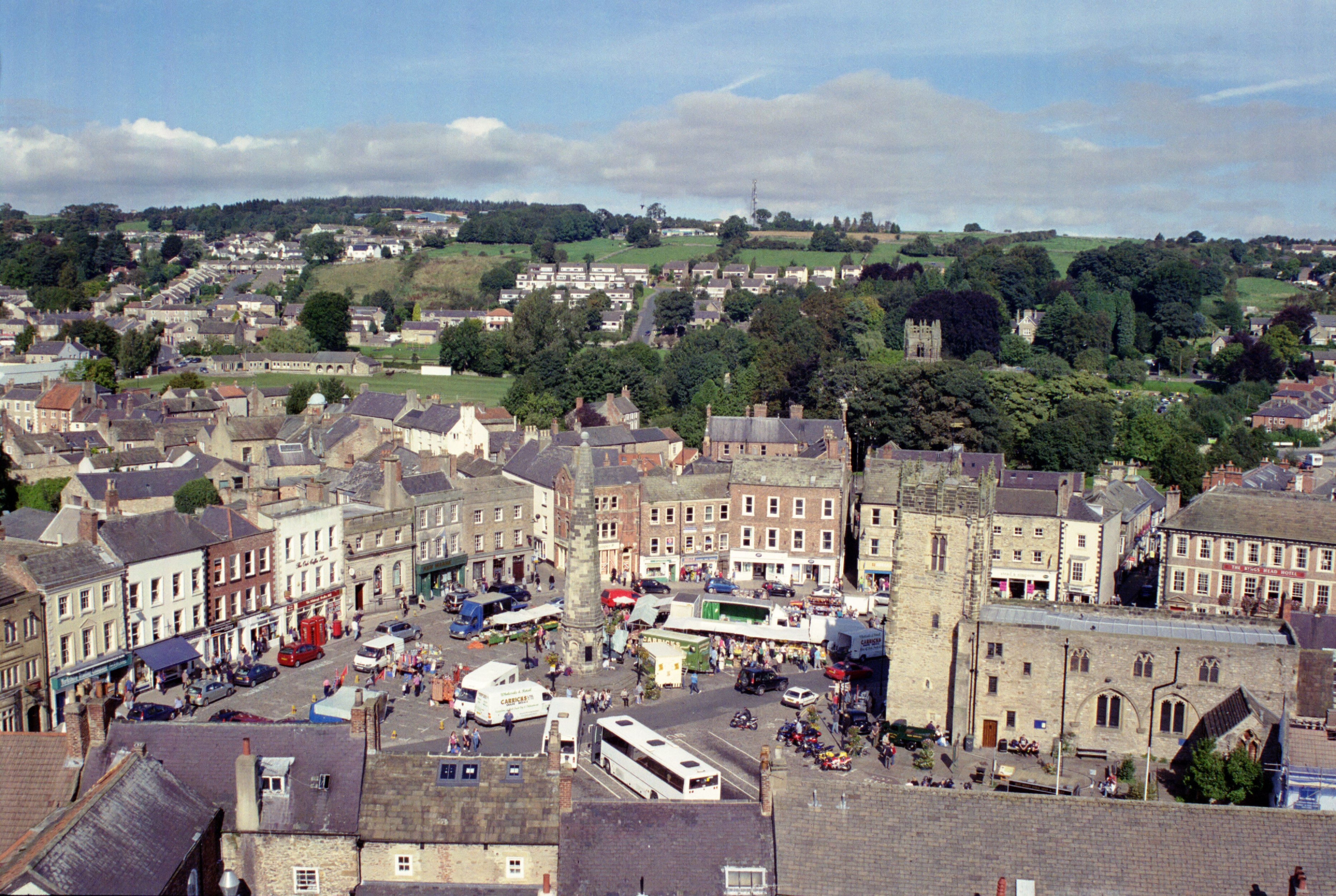
Вид на ринкову площу

Річмонд був заснований у 1071 році Алан Руфус, бретонським дворянином, на землях, наданих йому Вільгельмом Завойовником, хоча спочатку він називався Хіндрелаг. Назва походить від старофранцузького "Riche and Monte", що означає "Сильний пагорб", що також було назвою села в Нормандії. Річмонд є однією з найбільш часто використовуваних англійських назв місць: у світі є 56 інших Річмондів. Річмондський замок був завершений у 1086 році з донжоном і стінами, що охоплювали територію, відому зараз як Ринкова площа.
Річмонд був частиною земель графства Річмонд, яке періодично належало герцогам Бретані до XIV століття. Жан VI (герцог Бретані), помер у 1399 році, і Генріх IV заволодів ним. Річмонд — одне з небагатьох поселень, яке було врятовано від набігів шотландців під час Великий рейд 1322 року, підкупивши їх. У 1453 році графство було передано Едмунду Тюдору, і воно було об'єднано з короною, коли син Едмунда став королем Генріхом VII у 1485 році. Під час Війни трьох королівств армія Ковенантерів на чолі з Девід Леслі, лорд Ньюарк, захопила замок, і між місцевими католиками та шотландськими пресвітеріанами виник конфлікт.
У 1608 році Роберт Вілланс став першим олдерменом Річмонда. За два роки до цього, у 1606 році, під час полювання на сусідньому Уіткліфф Скар кінь, на якому їхав Вілланс, занервував, коли опустився густий туман, зірвався з краю і впав на 200 футів (61 м) у долину. Вілланс пережив падіння зі зламаною ногою і встановив пам'ятник на вершині скелі на знак подяки за своє виживання. Вілланс помер у 1616 році.
Процвітання середньовічного міста та центру вовняної промисловості Свейлдейл значно зросло наприкінці XVII та XVIII століть завдяки бурхливому розвитку свинцевої промисловості в сусідньому Аркенгартдейл. Саме з цього періоду походить георгіанська архітектура міста, найвидатніші зразки якої можна знайти на Ньюбіггіні та у Френчгейті. Один із перших газових заводів у Європі був побудований у місті в 1830 році. Постійна військова присутність була встановлена в місті з завершенням будівництва Річмондських казарм у 1877 році.
Під час Першої світової війни власний полк «Грін Говардс» Річмонда сформував 24 батальйони для участі у воєнних діях, замок взяв на себе роль казарм і навчального табору для новобранців і членів Корпусу некомбатантів, у 1915 році перші війська зайняли територію на південь від Річмонда, де мав з'явитися Кемп Каттерік, планування якого було доручено Лорду Бейден-Поуеллуу під час його перебування в міських казармах.
У 1916 році група «абсолютистів» військовозобов'язаний, що відмовляється від військової служби з міркувань совісті|військовозобов'язаних, що відмовляються від військової служби з міркувань совісті, відомих як Річмондська шістка, утримувалася в замку після відмови виконувати навіть небойові військові обов'язки. Після перевезення до Франції вони були віддані під військово-польовий суд і формально засуджені до розстрілу, але цей вирок був негайно замінений на десять років каторжних робіт, і чоловіки були остаточно звільнені в 1919 році. Блок камер Річмондського замку XIX століття продовжував використовуватися для утримання в'язнів під час Другої світової війни.
У червні 1927 року Річмонд був центральною лінією повного сонячного затемнення, подія відзначена меморіальною дошкою на вершині Ріт-роуд.
Ось переклад тексту українською мовою з вікіфікацією:

## Управління

### Місцеве самоврядування

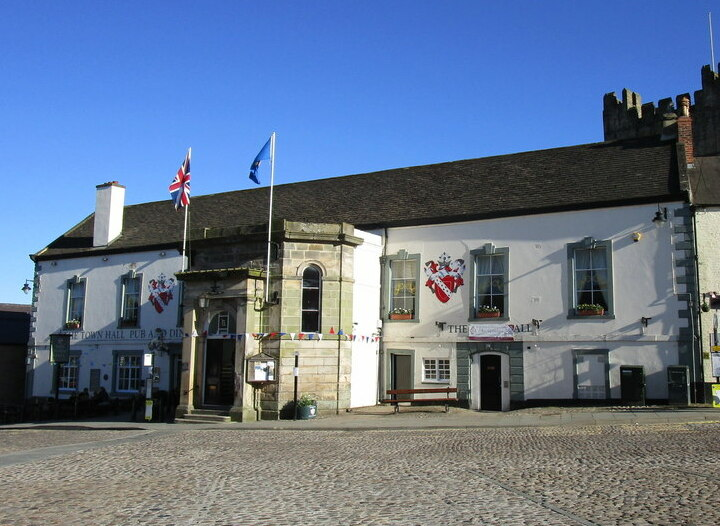
Річмондська ратуша

Річмонд розташований в однойменному районі Річмондшир, створеному відповідно до Закон про місцеве самоврядування 1972 року шляхом злиття муніципального району Річмонд із сільськими районами Річмонд, Ейсгарт, Лейберн, Ріт та частиною Крофта. Саме місто розділене на три відділення місцевого самоврядування: Річмонд-Схід, Річмонд-Північ, та Річмонд-Захід, проте найпівденніші житлові райони, включаючи Холлі-Хілл та район, що оточує колишню залізничну станцію, охоплені відділенням Хіпсвелл, і в результаті ці мешканці не можуть обирати членів міської ради. Міська рада складається з 15 депутатів, обраних з трьох відділень Річмонда, нового міського голови обирають члени ради щолютого, а вступає він на посаду в травні. Засідання проводяться в Річмондській ратуші.

### Парламентське представництво
Чинним депутатом від виборчого округу Річмонд і Норталлертон у Вестмінстері є колишній Прем'єр-міністр Великої Британії Ріші Сунак від Консервативної партії, який обіймає цю посаду з 2015 року, коли він змінив колишнього лідера партії та міністра закордонних справ Вільям Гейґ. У сучасний час це надзвичайно безпечне місце для Консервативної партії, яка безперервно утримує його з 1910 року.

## Географія
Розташований приблизно за 26 км на північний захід від адміністративного центру графства Норталлертон, Річмонд знаходиться на східному кордоні Національний парк Йоркшир-Дейлс, на краю долини, відомої як Свейлдейл, яка отримала свою назву від річки, що протікає через місто, яку вважають однією з найшвидших у Англії.
Найближча офіційна метеостанція Метеорологічного бюро до Річмонда — Лімінг, приблизно за 12 миля (19 км) на південний схід. Екстремальні температури коливалися від 33,5 °C (92,3 °F) у серпні 1990 року, до −17,9 °C (−0,2 °F) у грудні 2010 року.

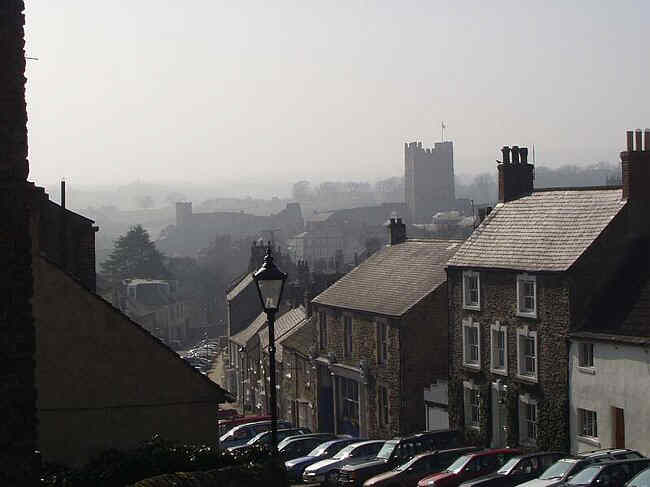
Вид з Френчгейту

Ось переклад тексту українською мовою з вікіфікацією:

## Демографія
Згідно з переписом населення Великої Британії 2011 року, парафія Річмонд мала загальну кількість постійних мешканців 8413 осіб, з яких 4374 жінки та 4039 чоловіків. 95,8% населення ідентифікували себе як білі британці, 1,4% як інші білі, 1,1% як азіати або азійські британці, і 0,8% як чорношкірі, афро-карибці або Афробританці. Місцем народження мешканців міста було 93,8% Велика Британія, 3,3% з країн ЄС та 2,5% з інших країн світу. 71,7% сказали, що мають релігійні переконання; 70,4% з них були християнами, 1,3% складають усі інші релігії, найбільшою з яких є буддизм з 0,8%, 21,4% сказали, що не мають релігії.
Особливістю демографії міста є те, що 2% населення народилися в Німеччині. Це є результатом близькості Гарнізон Каттерік.
Наступна таблиця показує історичні зміни населення в районі парафії Річмонд між 1801 і 2011 роками.
| Рік       | 1801  | 1811  | 1821  | 1831  | 1841  | 1851  | 1881  | 1891  | 1901  | 1911  | 1921  | 1931  | 1951  | 1961  | 1971  | 1981  | 1999  | 2001  | 2011  |
| --------- | ----- | ----- | ----- | ----- | ----- | ----- | ----- | ----- | ----- | ----- | ----- | ----- | ----- | ----- | ----- | ----- | ----- | ----- | ----- |
| Населення | 2,861 | 3,056 | 3,546 | 3,900 | 3,992 | 4,106 | 4,502 | 4,216 | 3,837 | 3,934 | 3,887 | 4,769 | 6,166 | 5,776 | 7,245 | 7,700 | 8,480 | 8,178 | 8,413 |
| Джерела:  |       |       |       |       |       |       |       |       |       |       |       |       |       |       |       |       |       |       |       |

## Економіка
Як місто-ворота до Йоркшир-Дейлс, туризм є важливим для місцевої економіки, але найбільший вплив має військова база Гарнізон Каттерік, яка швидко стає найбільшим населеним пунктом у Річмондширі. Національні мережеві роздрібні торговці, такі як Lidl, WHSmith, Boots і Co-op Food, а також місцеві незалежні магазини, ресторани та паби також є джерелом зайнятості. Торговий комплекс Gallowfields на півночі міста розміщує кілька будівельних магазинів, автомобільних гаражів і виставкових залів, відділення доставки Royal Mail і ветеринарну клініку.
Традиційний ринок все ще працює щосуботи на одній з найбільших брукованих ринкових площ в Англії, а також критий ринок протягом тижня в міському ринковому залі XIX століття. Витоки ринків сягають 1093 року, коли вони були санкціоновані графами, а перша відома королівська хартія була надана в 1155 році.
Згідно з переписом населення Великої Британії 2011 року, економічна активність мешканців віком 16–74 роки становила: 37,6% працювали повний робочий день, 15,5% працювали неповний робочий день, 10,4% були самозайнятими, 3,4% були безробітними, 2,4% були студентами з роботою, 3,6% були студентами без роботи, 20% були пенсіонерами, 2,9% доглядали за домом або сім’єю, 2,8% були постійно хворими або інвалідами, і 1,4% були економічно неактивними з інших причин.
Середня ціна будинку в Річмонді за 12-місячний період, що закінчився в лютому 2020 року, становила 241 583 фунти стерлінгів, порівняно з 223 537 фунтами стерлінгів для Північного Йоркшира і середнім національним показником 232 320 фунтів стерлінгів.

## Визначні місця
Річмондський замок у центрі міста височіє над річкою Свейл і є головною туристичною пам'яткою, яка приваблює близько 40 000 відвідувачів на рік. Зал Сколанда є надбрамною будівлею, де працювали лорди Бедейл, такі як Браян Фіцалан, лорд Фіцалан і Майлз Степлтон, засновник KG. Іншими резиденціями персоналу були Констебль Бертон і Торнтон Стюард. Крім того, Річмонд мав розширений Венслідейлський замок, який спочатку складався з Замок Мідлгем, Равенсворт і Снейп (Барон Фіцх'ю і Невілл Барон Латимер). Сім'ї Кон'єрс, Вівілл, Гаскойн, Степлтон і Ловелл були відомими дворянами.

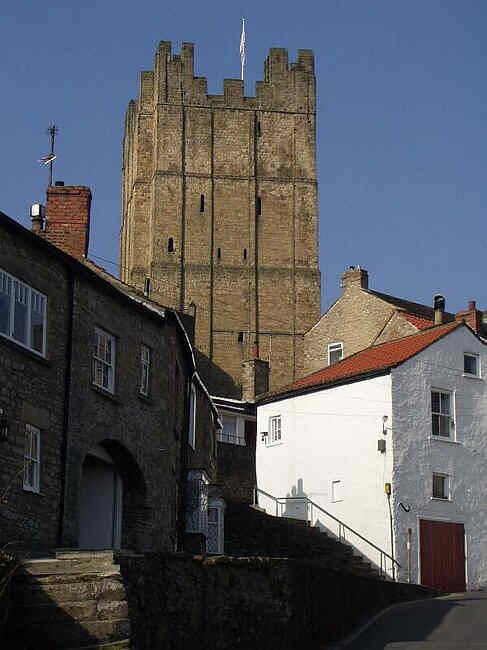
Річмондський замок

У межах пішої доступності від центру міста знаходяться руїни премонстрантського Абатство Ісбі, що перебуває під управлінням Англійська спадщина, і сусідній Ісбі Хол, побудований у 1729 році. Популярна міська легенда розповідає історію Маленького барабанщика, молодого члена полку XVIII століття, якого солдати відправили досліджувати тунель, що веде від замку до Ісбі, граючи на барабані, щоб направляти солдатів на поверхні. Однак барабани раптово замовкли, і хлопчика більше ніколи не бачили і не знаходили. Кам'яний знак стоїть у місці, де зупинилося барабанне звучання хлопчика, на стежці між містом та Ісбі.
Високий ринковий хрест або «обеліск» був побудований у 1771 році на заміну середньовічному хресту, який стояв перед ним. На південно-західній стороні міста стоїть Вежа Каллоден, спочатку побудована в 1746 році на честь герцога Камберлендського в Битва при Каллодені, після того, як вона занепала, її відновили в 1981 році, і тепер вона використовується як місце для відпочинку. Інша невелика дурість — Олівер Дакетт на північній околиці міста, округла бастіонна вежа, побудована з того ж каменю, що й Річмондський замок, і зараз розташована на громадській землі.
Свейл Хаус на Френчгейті, побудований близько 1750 року, був домом для директора та учнів сусідньої гімназії, перш ніж використовуватися як шпиталь для поранених офіцерів під час Першої світової війни. Протягом багатьох років він був штаб-квартирою районної ради Річмондширу, перш ніж його закрили та продали в 2013 році. Millgate House готель типу «ліжко та сніданок» отримав згадки в кількох національних виданнях за свої супутні сади.
У Річмонді є два військові меморіали: меморіал Галлоугейт стоїть з видом на Френчгейт, має форму кельтського хреста і присвячений втратам, понесеним полком полку «Грін Ховардс» під час Першої та Другої світових воєн, інший замовлений пам’ятник розташований у монастирських садах і вшановує пам’ять усіх жертв двох світових воєн, які проживали в Річмонді.
Водоспад Річмонд знаходиться за кілька хвилин ходьби від центру міста, а на захід від міста, на дорозі до Марске, знаходиться незвично названий Річмонд Аут Мур.

### Релігійні об'єкти
У місті є чотири діючі церкви: Церква Англії's церква Святої Марії Діви, Римо-католицька церква Святого Йосипа та Святого Франциска Ксаверія, Річмондська методистська церква та церква Influence Church, заснована в 1950 році як Річмондська п'ятидесятницька церква. До колишніх релігійних будівель і споруд належать церква Святої Трійці, будівля I ступеня пам'ятки архітектури, розташована в центрі ринкової площі, де більше не проводяться регулярні служби, дзвіниця XV століття колишнього монастиря Грейфріарс височіє над ділянкою громадського зеленого простору, відомою як Сади Фрайарі, і колишня будівля Об'єднаної реформатської церкви на Дандас-стріт.